# Transformni rasjed
Transformni rasjed je poseban tip transkurentnog rasjeda, poznat još kao i konzervativna granica ploča. 
Transformni rasjedi obuhvaćaju jedan od tri tipa granica u tektonici ploča. Naziv je skovao John Tuzo Wilson, koji je prepoznao koncept u slučaju poprečnih pružnih rasjeda duž kojih se srednjooceanski hrptovi razmiču.
Glavno obilježje transformnih rasjeda je izrazito velika vodoravna komponenta pomaka njegovih krila, a u usporedbi s pomakom po okomici paraklaze.
Veliko lateralno (sinistralno ili dekstralno, odnosno lijevo i desno) pomicanje jedne ploče u odnosu na drugu duž transformnih rasjeda može imati vidljive površinske učinke. Uz to, naravno zbog trenja, ploče ne mogu jednostavno kliziti jedna pored druge. Zbog zakrivljenost rasjedne plohe u vodoravnoj i okomitoj ravnini dolazi do pritiska u rasjednoj zoni. Kada pritisak u obje ploče dosegne stupanj koji prelazi donju granicu deformacije stijene, akumulirana potencijalna energija oslobađa se u obliku deformacije. Deformacija je istovremeno akumulativna i trenutačna, a ovisi o reologiji stijene - duktilna donja kora i plašt akumuliraju deformaciju postupno putem smicanja, dok krhka gornja kora reagira lomljenjem ili trenutačnim oslobađanjem napetosti, što uzrokuje kretanje duž rasjeda. Energija oslobođena zbog napetosti može uzrokovati potrese, uobičajenu pojavu duž transformnih granica. 
Rasjed San Andreas u južnoj Kaliforniji je veliki transformni rasjed koji povezuje Istočnopacifičko uzvišenje nedaleko od kalifornijske obale s dijelom hrpta u Kalifornijskom zaljevu. Vrlo je aktivan. Napon u stijenama ovog rasjeda neprestano raste duž rasjednih pukotina.